# El Tanque
El Tanque és un municipi de l'illa de Tenerife, a les illes Canàries. Està format pels nuclis urbans d'El Tanque Bajo, El Tanque Alto, Ruigómez, Erjos del Tanque i San José de Los Llanos.
La Reserva Natural Especial del Chinyero ocupa part del municipi.

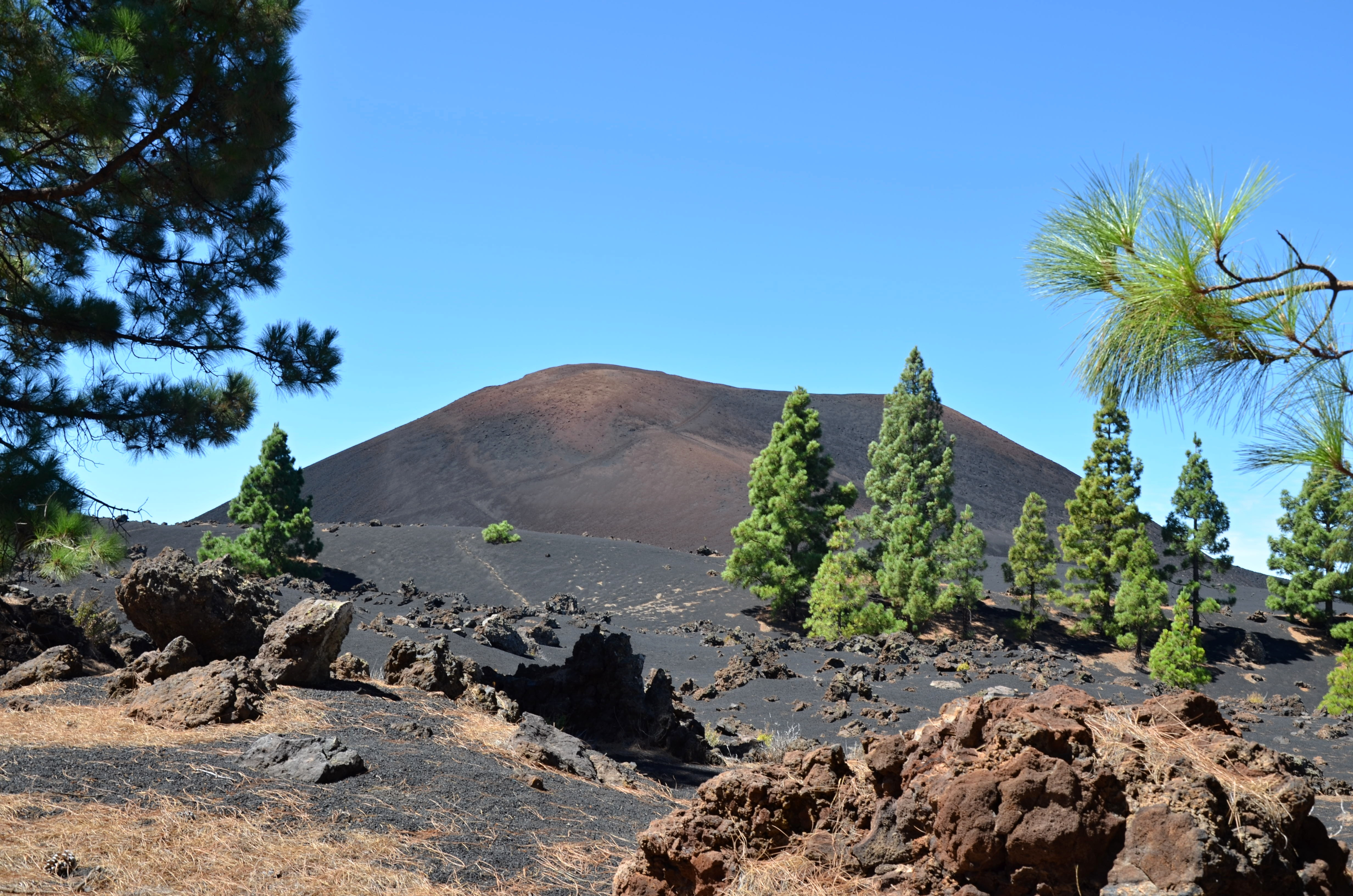
Volcà Chinyero